# Sextus Julius Africanus
Pour les articles homonymes, voir Africanus.
 (novembre 2020).
Si vous disposez d'ouvrages ou d'articles de référence ou si vous connaissez des sites web de qualité traitant du thème abordé ici, merci de compléter l'article en donnant les références utiles à sa vérifiabilité et en les liant à la section « Notes et références ».
Sextus Julius Africanus, dit Jules l'Africain (v. 160 - v. 240), aussi surnommé Sextus Julius le Libyen était un écrivain chrétien de langue grecque, auteur d'un ensemble d’œuvres dont la première chronique universelle conçue dans une optique chrétienne, une chronologie de l'histoire du monde depuis la Création biblique jusqu'à son époque. Tous ses écrits ne sont connus que de manière fragmentaire, à l'exception de deux lettres dont de longs extraits sont cités par des Pères de l'Église.

## Biographie
L'histoire de sa vie est très mal connue. Des bribes d'information peuvent être déduites des fragments de textes conservés, d'autres nous sont transmises par des sources tardives et souvent incertaines. Issu apparemment d'une famille originaire de la province d'Afrique. L'encyclopédie Souda le considère comme un philosophe  d'origine libyenne. D'après son surnom, il serait né en Palestine, peut-être à Emmaüs Nicopolis, près d'Ælia Capitolina, la ville reconstruite sur l'emplacement de Jérusalem, qu'il appelle son « ancienne patrie », ἀρχαία πατρίς. Il devait être nettement plus âgé qu'Origène (né vers 185), puisqu'il appelle celui-ci « mon fils » dans la lettre qu'il lui adresse. D'un milieu sûrement très riche, d'une grande culture, il écrivait en grec mais connaissait aussi parfaitement le latin et sans doute l'hébreu (ce qu'on peut déduire de la lettre à Origène). L'auteur des Cestes a été officier dans l'armée, a séjourné à Édesse à la cour du roi Abgar IX (mort en 212), et y a connu Bardesane. Selon la notice de saint Jérôme dans son De viris illustribus (§ 63), il dirigea une ambassade des citoyens d'Emmaüs Nicopolis en Palestine auprès de l'empereur Héliogabale (regn. 218-22]). D'après Eusèbe de Césarée (Chronique, ad a. Abr. 2239), la ville fut restaurée et nommée « Nicopolis » en 222 « sous la direction de Jules l'Africain, l'auteur de la Chronique ». D'autres sources, notamment syriaques, l'appellent « évêque » de cette ville, mais c'est douteux. Selon Eusèbe de Césarée (HE, VI, 31), il disait dans sa Chronographie s'être rendu à Alexandrie, attiré par la renommée d'Héraclas (évêque de la ville de 232 à 248 environ, mais professeur de philosophie bien avant). Les Cestes (selon Georges le Syncelle) sont dédiés à l'empereur Sévère Alexandre (regn. 222-235). Sous le règne de cet empereur, l'auteur fonda une bibliothèque publique dans le complexe du Panthéon de Rome[réf. nécessaire]. Jules l'Africain ne semble pas avoir été inquiété pour son christianisme.

## Écrits
Ses Chronographiai chrétiennes en cinq livres n'ont pas été conservées comme telles, mais ont été historiquement la première source et le modèle de toute la tradition chrétienne des Chroniques universelles, et donc particulièrement de celle d'Eusèbe de Césarée. Le texte se reconstitue surtout à partir d'Eusèbe : la Chronique de ce dernier, sûrement inspirée de Jules l'Africain (mais sans que l'on puisse facilement isoler ce qui en provient) nous a été directement transmise dans des versions syriaques et arméniennnes ; le canon chronologique qui l'accompagne a été traduit en latin par saint Jérôme. Il y a aussi un long passage du troisième livre, cité dans la Préparation évangélique (livre X), et un autre, du cinquième livre, dans la Démonstration évangélique (livre VIII). Il y a aussi des citations à tirer de chroniqueurs chrétiens plus tardifs (byzantins comme Jean Malalas, Jean d'Antioche, le Chronicon Paschale, Georges le Syncelle particulièrement, Syméon le Logothète , arabes comme Agapios de Manbij, syriaques comme Michel le Syrien), dont certains témoignent d'un accès au texte indépendant d'Eusèbe. Dans la tradition latine, un texte (les Excerpta latina barbari, une chronique en mauvais latin produite en Gaule au VIIIe siècle et traduite d'un original grec du Ve siècle) révèle un rapport à la source indépendant de la traduction d'Eusèbe par saint Jérôme.
Ces Chronographiai établissent la chronologie de l'histoire du monde depuis la Création (en 5499 av. J.-C. selon ses calculs) jusqu'en 221 ap. J.-C. (sous le règne d'Héliogabale). Des calculs millénaristes étaient déduits notamment de la prophétie des soixante-dix semaines du § 9 du Livre de Daniel ; le monde durait six mille ans, puis venait le règne de mille ans du Christ (la « semaine de millénaires », schéma qu'on retrouve chez Irénée de Lyon et Hippolyte de Rome) ; Eusèbe de Césarée, adversaire du millénarisme, n'a pas repris ces spéculations. Il se référait aux chronologies des Égyptiens et des Babyloniens (passage cité par Georges le Syncelle). Pour l'histoire grecque, avant la première olympiade, l'auteur récapitulait simplement les légendes de la mythologie. Pour l'histoire juive, il se fondait notamment sur Juste de Tibériade.
Les Cestes (« Broderies », on trouve aussi le titre Paradoxa) étaient une sorte d'encyclopédie des sciences et des arts en vingt-quatre livres (magie, médecine, art militaire, agriculture, poésie...), touchant un peu tous les domaines et illustrée de nombreuses anecdotes, dédiée à l'empereur Sévère Alexandre. Il nous en reste d'assez nombreux fragments (dont un dans les papyrus d'Oxyrhynque), portant surtout sur l'agriculture et la guerre (entre autres la description d'une arme appelée « feu automatique » [ἀυτόματον πῦρ]) . Sinon, on possède une lettre adressée à Origène (et la réponse de celui-ci) : Jules l'Africain y conteste l'authenticité de l'histoire de Suzanne et les Vieillards (Daniel, § 13), en arguant que certains jeux de mots présents dans le texte n'ont de sens qu'en grec, et ni en hébreu, ni en araméen. Origène entreprend de réfuter ses arguments, de manière d'ailleurs peu convaincante. Deux fragments d'une autre lettre, adressée à un « Aristide » qui est inconnu par ailleurs, ont été conservés par Eusèbe de Césarée, dans l' Histoire ecclésiastique (I, 7), et dans le résumé parvenu jusqu'à nous des Problèmes et solutions sur les Évangiles : il s'agit de concilier les généalogies du Christ qui se trouvent au début des évangiles de Matthieu et de Luc (le père de Joseph s'appelle Jacob chez Matthieu, Héli chez Luc : en fait les deux seraient demi-frères d'une même mère et auraient été pères successifs selon la loi du lévirat). Jules l'Africain traduisit également en grec l'Apologétique de Tertullien.
Giacomo Leopardi a travaillé en 1815 sur une édition des fragments de Jules l'Africain qui, restée inachevée, n'a été publiée qu'en 1997 (Giulio Africano : introduzione, edizione critica e note, Bologne, Il Mulino, Testi storici, filosofici e letterari, 7).
Clavis Patrum Græcorum (CPG) - 1690/1695

### Éditions et traductions modernes
- Jules l'Africain, Fragments des Cestes. Provenant de la collection des tacticiens grecs, Paris, Jean-René Vieillefond (Collection des universités de France), 1932 ;
- J.-R. Vieillefond, Les “Cestes” de Julius Africanus. Étude sur l’ensemble des fragments avec édition, traduction et commentaires, Florence – Paris, Publications de l’Institut français de Florence, coll. « Collection d’études d’histoire, de critique et de philologie 20 / Ire série », 1970 ;
- (en) Julius Africanus (trad. S.D.F Salmond, Ante-Nicene Fathers), Chronicles, vol. 6, Edinburgh, 1980 (ISBN 0567093794), p. 130-138 ;
- (en) Julius Africanus (trad. S.D.F Salmond, Ante-Nicene Fathers), Letter to Aristides, vol. 6, Edinburgh, 1980 (ISBN 0567093794), p. 125-127 ;
- (en) Julius Africanus (trad. F. Crombie, Ante-Nicene Fathers), Letter to Origen, vol. 4, Grand Rapids, 1980 (ISBN 0802880908), p. 385.
- (en) Julius Africanus (trad. Martin Wallraff (dir.)), Chronographiae. The Extant Fragments, vol. 1, de Gruyter, 2007 (ISBN 9783110194937, OCLC 865489611), p. 350.